# Andor Pigler
Andor Pigler (Budapest, 29 luglio 1899 – Budapest, 1º ottobre 1992) è stato uno storico dell'arte ungherese.

## Biografia
Dopo gli studi al Ginnasio Evangelico di Budapest, si dedicò agli studi di storia dell'arte. 
Fu un tipico esponente della scuola danubiano-tedesca di storia dell'arte (insieme a personaggi del calibro di Alois Riegl, Max Dvořák, Frederick Antal, Aby Warburg).
Nel 1955 ricevette il premio Kossuth. Nel 1956-1964 fu direttore del Museo di Belle Arti di Budapest nel 1956-1964.
Sua opera principale è la monumentale guida iconografica Barockthemen in due volumi, edita per la prima volta nel 1956, ancora oggi strumento indispensabile per chi studia iconografia e in generale storia dell'arte moderna.

## Onorificenze e premi
- Premio Kossuth, 1955
- Premio Herder, 1991
- Premio Széchenyi

## Opere
- A. Pigler, A Pápai plébániatemplom és a mennyezetképei [La chiesa parrocchiale di Pápa e i dipinti delle volte], Budapest, Akadémiai Kiadó, 1922
- A. Pigler, Országos Szépmûvészeti Múzeum. A Régi Képtár katalógusa [Catalogo della collezione antica del Museo delle Belle Arti di Budapest], Budapest, 1954, pp. 728
- A. Pigler, Barockthemen: Eine Auswahl von Verzeichnissen zur Ikonographie des 17. und 18. Jahrhunderts, Budapest, Akadémiai Kiadó, 1956 (ripubblicata ancora nel 1974)
- A. Pigler,  Katalog der Galerie Alter Meister, Budapest, Akadémiai Kiadó, 1967, pp. 852
- A. Pigler, a cura di, Az Országos Magyar Szépmûvészeti Múzeum Új Magyar Képtárának katalógusa [Catalogo della collezione moderna del Museo delle Belle Arti di Budapest], Budapest, Országos Magyar Szépmûvészeti Múzeum, 1928, pp. 39